# James Pawelczyk
James Anthony „Jim” Pawelczyk (ur. 20 września 1960 w Buffalo) – amerykański neurofizjolog i astronauta pochodzenia polskiego.

## Życiorys
Urodził się w Buffalo w stanie Nowy Jork w kolejnym pokoleniu polskiej emigracji, lecz wkrótce jego rodzice, Joseph i Rita Pawelczyk, przenieśli się do pobliskiego miasteczka Elma, gdzie Jim się wychował. W 1985 ukończył studia magisterskie w dziedzinie fizjologii na Stanowym Uniwersytecie Pensylwanii. Następnie, w 1989 uzyskał stopień doktora biologii na Uniwersytecie Północnego Texasu. Od tego czasu nieprzerwanie zajmuje się pracą naukową i akademicką. Uczestniczył m.in. w eksperymentach prowadzonych przez agencję kosmiczną NASA.
W dniach 17 kwietnia – 3 maja 1998 odbył szesnastodniowy lot kosmiczny na pokładzie wahadłowca Columbia w charakterze specjalisty ładunku misji STS-90 Neurolab. Podczas wyprawy zajmował się głównie eksperymentami dotyczącymi wpływu mikrograwitacji na ludzki mózg i układ nerwowy. Lot w przestrzeni kosmicznej trwał 381 godzin.
Na wyprawę w kosmos zabrał polską flagę narodową, którą następnie przekazał na ręce prezydenta RP podczas swojej wizyty w Polsce, w dniu polskiego święta narodowego – 3 maja 1999.

## Życie prywatne
James Pawelczyk ożenił się z Ruth Anderson, z którą ma dwoje dzieci.
Podczas studiów zawodniczo uprawiał pływanie. W 1984 startował w zawodach kwalifikacyjnych (United States Olympic Swimming Trials) wyłaniających pływacką reprezentację Stanów Zjednoczonych na Igrzyska Olimpijskie w Los Angeles.

## Odznaczenia (lista niepełna)
- Medal za Lot Kosmiczny
- Universal Astronaut Insignia za lot orbitalny (nr 378) – Stowarzyszenie Uczestników Lotów Kosmicznych (Association of Space Explorers(inne języki))[1]